# Ea Kmút
Ea Kmút là một xã thuộc huyện Ea Kar, tỉnh Đắk Lắk, Việt Nam.
Xã Ea Kmút có diện tích 30,49 km², dân số năm 1999 là 13.718 người, mật độ dân số đạt 450 người/km².